# 鈴木ジェロニモ
鈴木 ジェロニモ（すずき じぇろにも、1994年4月27日 - ）は、日本のピン芸人。プロダクション人力舎所属。本名は鈴木 尚（すずき ひさし）。栃木県氏家町（現在のさくら市）出身。栃木県立宇都宮高等学校、早稲田大学文学部英文学コース卒業。

## 概要
高等学校一種教諭免許（英語）を取得している。
スクールJCA26期として入学後は、同期の丸山智貴とのコンビ「コガラシガーナ」としてコント中心に活動していたが、初めて挑戦したR-1グランプリ2022で準々決勝に進出。2022年4月30日に解散してピン芸人に転向する。
R-1グランプリ2023では準決勝に初進出し、敗者復活戦に進出。その際のネタが芸人の間で話題になり、事務所外のライブ出演も急増した。同年、「ラヴィット！」内の企画「第2回 耳心地いい-1グランプリ」の決勝戦に進出し、“空耳ボイパ”を披露し準優勝した。

## 芸風

### 空耳ボイパ
特技のボイスパーカッションを使っためくり芸。ボイスパーカッションの音色がフリップに描かれたイラストに合わせて特定の文章に聴こえてくるという言葉遊びのネタ。ライブではフリップを使っているが、テレビ番組などではモニターを使うこともある。R-1グランプリでは主にこのネタを演じている。

### 説明
「水道水の味を説明する」「1円玉の重さを説明する」「まばたきを説明する」など、無機的なものを独特の表現で説明するというシュールな芸で話題になる。2023年6月に、その芸風に目をつけた明治が新商品の「チョコぬいじゃった！きのこの山」の説明を依頼し、「『チョコぬいじゃった！きのこの山』の味を説明する」と題した動画を投稿している。2024年にはナナロク社から『水道水の味を説明する』として書籍化された。
また、他に1人コントを演じることもある。

## 人物
- 趣味は短歌で、第4回・第5回笹井宏之賞最終選考、第65回短歌研究新人賞最終選考、第1回粘菌歌会賞を受賞している。また、文芸誌『ダ・ヴィンチ』『小説 野性時代』などに作品が掲載されるなどその腕を高く評価されている[10]。短歌のライブイベント「ジェロニモ短歌賞」を主催する。
- ボイスパーカッションや歌、ブルペンキャッチャーを特技としていて、高校時代には硬式野球部に、大学時代には早稲田大学アカペラサークルChoco Crunchに所属していた[11][2]。アカペラサークルでは歌だけでなくミニコントを披露することもあり、次第にコントの方が面白くなってきたために就職活動のタイミングで芸人になることを決めた[1]。
- 「ジェロニモ」という芸名は、大学のアカペラサークル時代のあだ名「ジェロ」に由来する。入部当時髪を整髪料のジェルで固めていたため、「ジェル」から変化して「ジェロ」になった。芸人としてデビューした際も「鈴木ジェロ」にするつもりだったが、演歌歌手のジェロとかぶってしまうため、「ジェロニモ」とした。この芸名から「超人ジェロニモ」が登場するキン肉マンのファンに声をかけられることがあるが、キン肉マンは読んだことがない[12]。
- 兄は東京大学助教で美学者の鈴木亘[13]。

## 賞レース戦歴
- 2022年 R-1グランプリ 準々決勝進出
- 2022年 おもしろ荘 最終選考進出[14]
- 2023年 R-1グランプリ 準決勝進出
- 2023年 耳心地いい-1グランプリ 準優勝
- 2024年 R-1グランプリ 準々決勝進出[15]
- 2024年 ABCお笑いグランプリ 最終予選進出
- 2025年 R-1グランプリ 2回戦進出

## 出演

### テレビ
- ラヴィット!（TBSテレビ、2023年3月31日）
- ぴったり にちようチャップリン（テレビ東京、2023年5月7日）
- ニノさん（日本テレビ、2023年6月11日）
- ぽかぽか（フジテレビ、2023年7月18日）
- ウチのガヤがすみません!（日本テレビ、2023年8月1日）
- 全国ハモネプ大リーグ（フジテレビ、2024年3月2日） - （「ドルフィンズ」のメンバーとして）[16]
- やまコレ「山形を説明する」（NHK山形放送局、2024年9月20日）
- ドキュメント20min.「ニッポンを説明する」（NHK総合、2024年11月10日）
- ネプリーグ（フジテレビ、2024年11月11日）[17]

### ラジオ
- 鈴木ジェロニモのGERA NEXT（GERA、2023年11月 - 12月）
- 鈴木ジェロニモの感情（GERA、2024年7月 - 9月）
- GURU GURU!（J-WAVE、2024年10月1日 - ）[18]

### ライブ
- バカ爆走!（事務所ライブ、新宿Fu-）
- どっきん!（事務所ライブ、新宿バティオス）

### 舞台
- ロロ新作 劇と短歌『飽きてから』（ユーロライブ、2024年8月23日 - 9月1日）[19]

## 引用
1. 1 2  https://www.facebook.com/mainichishimbun.+“ぐるっと東日本・母校をたずねる：栃木県立宇都宮高／8止 お笑い芸人 鈴木ジェロニモさん ／東京”. 毎日新聞. 2023年8月22日閲覧。
2. 1 2  “鈴木ジェロニモさん | モデル、インフルエンサー、タレント、芸能人、講演会講師のキャスティング、出演・仕事依頼ならCLOUDCASTING”. cloudcasting.jp. 2023年8月22日閲覧。
3. ↑  “https://twitter.com/suzukigeno/status/1520287902072455168”. Twitter. 2023年8月22日閲覧。
4. ↑  Inc, Natasha. “鈴木ジェロニモに明治から正式オファー、チョコぬいじゃった！きのこの山の味を説明（動画あり）”. お笑いナタリー. 2023年8月22日閲覧。
5. ↑   (日本語) 【ネタ】鈴木ジェロニモ「空耳ボイパ」 2023年8月22日閲覧。
6. ↑  “『鈴木ジェロニモの「説明」』”. www.loft-prj.co.jp. 2023年8月22日閲覧。
7. ↑   (日本語) 「チョコぬいじゃった！きのこの山」の味を説明する 2023年8月22日閲覧。
8. ↑  『水道水の味を説明する』ナナロク社、2024年11月20日。
9. ↑   (日本語) 【ネタ】鈴木ジェロニモ「宣告」 2023年8月22日閲覧。
10. ↑  Chronomedia, Site designed by. “鈴木ジェロニモ | プロダクション人力舎”. プロダクション人力舎オフィシャルウェブサイト. 2023年8月22日閲覧。
11. ↑  “アカペラ育ち｜鈴木ジェロニモ”. note（ノート） (2019年4月18日). 2023年8月22日閲覧。
12. ↑  “やあやあ我こそは｜鈴木ジェロニモ”. note（ノート） (2019年10月27日). 2023年8月22日閲覧。
13. ↑  “https://twitter.com/suzukigeno/status/1619696446114246657”. Twitter. 2023年8月22日閲覧。
14. ↑  Inc, Natasha. “「おもしろ荘」最終選考にチェリー大作戦、ひつじねいり、どんちっち、YELLOWwwら”. お笑いナタリー. 2023年8月22日閲覧。
15. ↑  Inc, Natasha. “コージー冨田、ギャロップ林、岡野陽一、ウエストランド井口ら「R-1」準々決勝へ”. お笑いナタリー. 2024年2月7日閲覧。
16. ↑  「「ハモネプ」にヨネダ2000愛、9番街レトロ京極、鈴木ジェロニモらの芸人グループ出場」『お笑いナタリー』2024年2月10日。2024年3月4日閲覧。
17. ↑  Inc, Natasha. “「ネプリーグ」はーたみん、ジェロニモ、井戸田ら出場 事務所対抗三つ巴戦”. お笑いナタリー. 2024年11月19日閲覧。
18. ↑  “J-WAVEの平日夜が大きく変わる！あたりまえの常識を逆の視点と新しい発想でグルっとひっくり返していく“逆転ラジオ”『GURU GURU!』10月1日より放送開始！”. プレスリリース・ニュースリリース配信シェアNo.1｜PR TIMES (2024年9月20日). 2024年9月20日閲覧。
19. ↑  “ロロ新作に歌人・上坂あゆ美が参加、演劇×短歌で“飽きちゃった人たち”描く「飽きてから」”. ステージナタリー.   ナターシャ (2024年6月28日). 2024年6月29日閲覧。